# 相田 (広島市)
相田（あいた）とは広島県広島市安佐南区に存在する地名である。住居表示実施済みの相田一丁目から七丁目と未実施の相田町（あいたちょう）があり、相田一丁目から七丁目は郵便番号731-0141（安佐南郵便局管区）で人口9,978人、相田町は731-0100（安佐南郵便局管区）で人口1人。

## 地理
北部は荒谷山、野戸呂山、南は武田山に挟まれ、この南北の山の麓に流れている安川流域一帯で、古の伊福鄕、後の安の庄の一部。武田山の北斜面と安川の南側に位置する。

## 歴史
相田は古くは愛田とも書き留められた。上安村の一部であったが天正年間に分村した。
相田村は、江戸期からの村名で、安芸国沼田郡（もと佐東郡）に属する広島藩領で、廃藩置県後1888年（明治21年）まで、広島県沼田郡相田村。1889年（明治22年）大合併時、沼田郡大町村、上安村、中須村、高取村、相田村、長楽寺村の6村が合併し沼田郡安村となる。
太平洋戦争後の1955年（昭和30年）に安佐郡古市町と合併し安佐郡安古市町となる。1973年（昭和48年）に、広島市と合併し広島市安古市町。1980年（昭和55年）広島市が政令指定都市に指定され広島市安佐南区相田となる。

## 文化財
- 正伝寺 - 金尾山愛光院と號す。もと佛護寺十二坊のひとつなり、寛和元年985年[4]、恵心僧都の高弟の恵空が阿弥陀寺を建てたのが始まりと言われる。弘安元年、時宗に転じ、その後武田信宗の菩提所となり光賢寺と號す。明應7年（1499年）に浄土真宗となり、中相田にて相田坊と称し、毛利輝元の代に金山城番衆の一人に数えられており、武田氏時代から武力を持つ勢力であったと推測される。慶長元年現在地に移り、正伝寺と改められた。
- 正伝寺のクロガネモチ（しょうでんじのくろがねもち） - 県天然記念物1953年（昭和28年）指定。豊臣秀吉の朝鮮出兵に従軍した福島正則が苗木を持ちかえって植えたものとされている。
- 尾越（おごし）城跡 - 中世の山城跡。直下に正伝寺がある。[5]
- 明休寺 - 浮願山と號す。天正5年正伝寺弟子浮願により開創される。文政5年、正伝寺持地に建立し明休寺と號す。浄土真宗。
- 萩尾山神社 - 1494年武田元綱からの下知状が下り建立されたと言われている。商業・漁業の守護神を祀る。[6]

## 交通

### バス
- 広電バス（あさひが丘線、沼田ループ線）
- フォーブル（あさおか台・武田山団地線、サンハイツ線、東亜ハイツ線）
- エンゼルキャブ

### 道路
- 県道広島豊平線（安川通り）
- 山陽自動車道

## 出身・ゆかりのある人物
- 小川二郎（英文学者、広島大学名誉教授） - 住所が相田[7]。
- 金尾稜厳（富山県知事、島根県知事、衆議院議員、僧侶、正伝寺住職）[8]